# 公子喜
公子喜（？—？），姬姓，名喜，字子罕，是郑穆公的儿子，子丰、子驷的同母兄弟，春秋时期郑国的卿（当国）。
前581年，公子喜迎回被晋国扣留的郑成公。前577年，公子喜率军攻打楚国的属国许国，被许国所击败。郑成公亲自率军攻许，许国被迫以叔申的封田向郑国请和。前576年，楚国率军伐郑，打到暴隧（今河南省原阳县西），接着又伐卫国，打到首止（今河南省睢县东）。子罕反袭楚国，攻取新石（今河南省叶县境内）。应许灵公请求，楚共王派公子申“迁许于叶”（今河南省叶县南），许国从此附庸于楚，而许国的原有领土都被郑国所占。前575年，子罕伐宋国，得胜。晋国、齐国、鲁国、邾国、卫国、尹武公讨伐郑国。但是，没有打郑国，而是攻打陈国和蔡国。宋、齐、卫归途被子罕击败。
同年，郑国的太子髡顽与子罕前往晋国，对他不加礼遇。太子髡顽又与子丰前去楚国，也对他不加礼遇。前571年，郑成公去世，太子髡顽继位，即郑僖公，子罕（公子喜）当国，子驷（公子騑）为政，子国（公子发）为司马。前570年，郑僖公前去晋国朝见，子丰想要向晋国控告并废掉郑僖公，子罕劝阻了他。
子罕的后裔以其字为氏，立罕氏，是七穆之一，也是罕姓的起源之一。